# Davey Havok
David Paden Marchand (szül.: David Passaro) (Rochester, New York, 1975. november 20. –) sokkal ismertebb színpadi neve által, Davey Havok, az amerikai AFI rockegyüttes főénekese. Straight edge életmódot folytat, és vegán.

## Élete
Havok Rochesterben, New York államban született és olasz származású.  Ötéves  volt, amikor édesapja  meghalt és édesanyja, Penny, újraházasodott. Ekkor vette fel mostohaapja vezetéknevét, a Marchandot. Amikor hatéves volt, a családjával együtt elköltöztek a kaliforniai Ukiahbe. Itt Davey egy katolikus iskolába járt, nyolcadikos koráig. Van egy öccse, Mike.

### Zenei karrier
A középiskolában barátai, Mark Stopholese és Vic Chalker egy együttest akartak alapítani (amely később az AFI lett). Mark ajánlotta a barátját, Adam Carsont, hogy töltse be a dobos szerepét az együttesben. Nem tudtak egy hangszeren se játszani, de Davey jól tudott énekelni, Adamnek pedig volt dobfelszerelése.
Nem sokkal középiskola után az együttes feloszlott és Davey a kaliforniai Berkeleybe költözött, ahol a UC Berkeleyre járt, angol és pszichológia szakra. Elkezdett állandóan dalszövegeket írni, amelyek később az Answer That and Stay Fashionable-ön és a Very Prod of Ya-n szerepeltek.
Egy újraegyesülés alkalmával az együttes több száz rajongó előtt játszott a Phoenix Színházban. A remek fogadtatás a rajongóktól arra késztette a csapatot, hogy újra összeálljon és felvegyen egy albumot. 1995-ben megjelent az első albumuk, Answer That and Stay Fashionable címmel, a Wignuts kiadónál, majd 1996-ban második albumuk, a Very Prod of Ya, a Nitro kiadónál. 1997-ben jelent meg 3. albumuk, a Shut Your Mouth and Open Your Eyes, ahol Davey már sokkal komolyabb szövegeket írt. A vallásról, az emberiségről, és más fontos dolgokról énekelt.
A következő kiadás volt az A Fire Inside EP, rajta egy The Cure-feldolgozás, a The Hanging Garden, illetve a The Misfits Demonomaniája. 1999-ben kiadták a Black Sails in the Sunsetet, amely az első album volt, melyen mind a négy jelenlegi tag szerepelt: Havok, Carson, Hunter Burgan és Jade Puget. 1999-ben még kiadták az All Hallow’s EP-t, amely kultikus rajongótábort alakított ki nekik, és talán ez a legsikeresebb EP-jük.
2000-ben a The Art of Drowning című lemezük jelent meg. Turnéztak Havok kedvenc együttesével, a Samhainnel az újraegyesülő turnéjukon. Davey később csatlakozott a csapat három tagjához, és Son of Sam néven felvettek egy albumot Songs from the Earth címmel.
A Son of Samet követően az AFI folytatta a turnét pár évig, és kiadtak néhány EP-t is. 2003-ban jelent meg az együttes első jelentős albuma, a Sing the Sorrow, amely remek albumeladásokat mutatott.
2006. június 6-án kiadták az Interscope kiadónál a Decemberundergroundot. Havok az AFI többi tagjával együtt turnéra indult, hogy népszerűsítsék az albumot. Ezzel együtt az AFI első DVD-je, az I Heard a Voice is napvilágot látott december 12-én. Ezen szerepelt a szeptember 15-ei Long Beach Arénában adott fellépésük.
2007. augusztus 14-én, Havok (és AFI-os társa Jade Puget) új elektronikus projektje, a Blaqk Audio kiadta első albumát, a CexCellst.

### Glitterboy ruházat
A Glitterboy ruházat egy rövid életű márka volt Havok által. Részben a 70-es évek glam zenéje ihlette. A márkát eltörölték egy nézeteltérés miatt Havok és Seroius között. Havok most új márkáján, a Padenen dolgozik.

### Paden ruházat
Július 31-én bejelentették a KROQ-on, hogy Havok új márkája, a Paden augusztus 30-án (2007) kijön és árusításra kerül Fred Segal boltjaiban Kaliforniában. Ám a megjelenés még várat magára.

### PeTA
Davey straight-edge és vegán életformája miatt csatlakozott a PETA szervezethez, és hűen kiáll az állatok jogaiért. Legutóbb az állatbőrből készült termékek ellen kampányolt.

### „Tokyo Hardcore”
Szeptember 3-án Jeffree Star kiküldött egy körlevelet Myspace-en, melyben leírta, hogy ő és Davey modellkedtek Tarina Tarantino új ékszerkollekciójához, a „Tokyo Hardcore”-hoz. A katalógust szeptemberre várták, de a videók róla már hamarabb felkerültek a Buzznetre, Tarantinónál.

### AFI

#### Albumok
- Answer That and Stay Fashionable (1995)
- Very Proud of Ya (1996)
- Shut Your Mouth and Open Your Eyes (1997)
- Black Sails in the Sunset (1999)
- The Art of Drowning (2000)
- Sing the Sorrow (2003)
- Decemberunderground (2006)
- Crash Love (2009)
- Burials (2013)

#### EP-k
- Dork (split with Loose Change) (1993)
- Behind the Times (1993)
- Eddie Picnic's All Wet (live) (1994)
- This Is Berkeley, Not West Bay (1994)
- Bombing the Bay (split with Swingin' Utters) (1995)
- Fly in the Ointment (1995)
- AFI/Heckle Split (split with Heckle) (1995)
- A Fire Inside EP (1998)
- Black Sails (1999)
- All Hallow's EP (1999)
- The Days of the Phoenix (2001)

### Son of Sam
- Songs from the Earth (2001)

### Blaqk Audio
- CexCells (2007)